# Tipula afriberia
Tipula afriberia är en tvåvingeart. Tipula afriberia ingår i släktet Tipula och familjen storharkrankar.

## Underarter
Arten delas in i följande underarter:
- T. a. afriberia
- T. a. italia